# Damvant
Damvant es una antigua comuna suiza del cantón del Jura, situada en el distrito de Porrentruy. El 1 de enero de 2009 se fusionó con los municipios de Chevenez, Réclère y Roche-d'Or para formar la comuna de Haute-Ajoie.
El municipio limitaba con las comunas de Grandfontaine y Réclère en Suiza, y Vaufrey, Montjoie-le-Château, Villars-lès-Blamont y Dannemarie en Francia.